# Amaxia erythrophleps
Amaxia erythrophleps är en fjärilsart som beskrevs av George Francis Hampson 1901. Amaxia erythrophleps ingår i släktet Amaxia och familjen björnspinnare. Inga underarter finns listade i Catalogue of Life.